# Fani Chalkiáová
Fani Chalkia (řecky Φανή Χαλκιά) (* 2. února 1979, Larisa) je bývalá řecká atletka, olympijská vítězka na čtvrtce s překážkami.
V mladí se specializovala na skok do výšky. V roce 2001 však musela s výškou skončit kvůli zranění nohy. V roce 2002 se dostala do tréninkové skupiny bývalého řeckého sprintera Jeorjose Panajotopulose (Georgios Panagiotopoulos) a soustředila se na disciplínu 400m a 400m překážek. Jejím domovským klubem byl Pelasgos Larisas. Na mezinárodní scéně na sebe poprvé výrazně upozornila na březnovém halovém mistrovství světa v maďarské Budapešti v roce 2004, kde v disciplíně 400m obsadila ve finále 6. místo. V letní olympijské sezoně začátkem června v polském Bydhošti vylepšila řecký rekord na 400m překážek na čas 54,16 a v červenci se o setinu dostala pod hranici 54 sekund. Na olympijské hry v Athénách startovala s osmým nejlepším časem sezony 53,99. Ve čtvrtém rozběhu zlepšila řecký rekord o 11 setin a postoupila do semifinále. Ve druhém semifinálovém běhu šokovala sportovním veřejnost časem 52,77, kterým se zařadila na páté místo nejlepších časů všech v disciplíně 400m překážek. Svoji výkonnost potvrdila za tři dny ve finále, kde zvítězila časem 52,82 a získala před domácím publikem zlatou olympijskou medaili.
Po odpočinkové sezoně 2005 se v roce 2006 vrátila a na mistrovství Evropy ve švédském Göteborgu doběhla ve finále na druhém místě. V roce 2007 však přišel výkonnostní pokles, který vyústil v olympijském roce 2008 v pozitivní dopingový nález na steroid metribolone, během tréninkového soustředění řeckého týmu v Japonsku před olympijskými hrami v Pekingu. Po dvouletém zákazu startu se na atletický ovál nevrátila.